# Neurolestes nigeriensis
Neurolestes nigeriensis là loài chuồn chuồn trong họ Argiolestidae. Loài này được Gambles mô tả khoa học đầu tiên năm 1970.